# Jan Ranzmayer
Ranzmayer ( též Ranzmayr, Ranzmaieir, Ranzmeier) Jan (Hans) činný 1847-1873 byl vedutista, krajinář, kreslíř interiérových pohledů. Poprvé zmíněn soudobým tiskem jako krajinář starší generace bez uměleckého školení v roce 1847.
Člen Jednoty umělců výtvorných. Od roku 1849 v blízkosti rodu Clary-Aldringen, pro které zachycoval sídla a interiéry, od roku 1861 doložen u hrabat Chotků, spřízněných s Clary-Aldringeny. Vytvořil pro ně sérii kreseb interiérů jejich vídeňského sídla v Herrengasse ve Vídni a sérii pohledů do parku ve Veltrusích ve středních Čechách.
Ranzmayerovy kresby jsou zcela v intencích šlechtického dokumentačního zájmu o vlastní sídla, ještě před běžným užitím fotografického aparátu pro tento účel.

## Zastoupen ve sbírkách
- Muzeum v Teplicích
- Národní galerie Praha
- Zámek Veltrusy
- Národní muzeum Praha
- Akademie věd České republiky